# 周榕
周榕（1940年—2013年8月8日），台灣著名的黑幫人士、企業家，籍貫中國福建省福州，是國際華人黑幫竹聯幫的創始成員及領導者之一，並且是著名的竹聯幫精神領袖「鴨霸子」陳啟禮在加入黑幫出道時的大哥。周榕早年也被稱為「周龍」，外號「周霸子」，是竹聯幫最初成立時的領頭大哥之一，也被尊稱為竹聯幫的「名譽領袖」。
周榕做為竹林聯盟時期最早的領導人而知名於當代，被視為是指標性人物。竹聯幫前後在新舊派系紛爭時期，以及陳啟禮等領導人躲避海外期間，周榕皆以元老的身份扮演維持秩序的領導者角色，為竹聯幫發展貢獻良多，也被視為精神領袖。「白狼」張安樂曾在接受媒體採訪時公開表示「沒有周霸子，就沒有竹聯」等語給予周榕高度評價。
2013年8月間，因肺腺癌病逝於台北榮民總醫院，享年73歲。同年9月於臺北市第二殯儀館舉行告別式，台灣政商各界皆前往致意哀悼。

## 生平
周榕出身於台灣眷村，1955年左右中學時期在台北縣中和鄉加入由孫德培組成的校園幫派「中和幫」踏入幫派生活。1957年間孫德培因為殺人案入獄導致中和幫分崩離析，並由同是中和幫成員趙寧為首，集結中和幫殘餘成員，與當地其它幫派共同結盟組成「竹林聯盟」，往後簡稱為「竹聯幫」，周榕即為創幫元老之一。因為竹聯幫早期不設老大，周榕因年紀較長及元老身份，而被推舉擔任「老么」成為名義上的總指揮領導竹聯幫。當時竹林聯盟分為獅、虎、豹、鳳、鴨五個派別分支，周榕為鴨字派老大，陳啟禮則為其手下。
1962年考上中華民國陸軍官校第35期，成為職業軍人短暫離開幫派。從陸軍官校退役後重返竹聯幫時，竹聯幫已擴大發展並由陳啟禮、柳茂川、陳功、楊劍平等人所領導，並於1968年間發生「香港西餐廳事件」後，陳啟禮聲名大噪從此成了竹聯幫的代名詞。即使在這時空背景之下，周榕資深元老的輩份及地位依舊被竹聯幫眾尊奉為大哥。
1970年間陳啟禮因為「陳仁事件」入獄，竹聯幫由「白狼」張安樂擔任總護法，與「青蛇」鄧國灃等年輕後輩的成員執掌重整竹聯幫。然而竹聯幫內元老系統的舊有勢力集結在周榕旗下，並與張安樂等人形成新舊派系之爭，而在這一段時期周榕亦被稱為「名譽領袖」，成為竹聯幫名義上的老大。1976年陳啟禮出獄後，重新復出執掌竹聯幫，周榕派系與陳啟禮派系再度形成新舊之爭，隨後在周榕表示「以大局為重」急流勇退之後，結束了這場派系紛爭使得竹聯幫以陳啟禮為首重新迅速發展。
台灣於1984年間因江南案影響，發動「一清專案」全國大掃黑，周榕亦受掃黑波及而被送到綠島監獄入獄管訓。在綠島發生監獄暴動時，周榕成為受刑人代表，與獄方進行談判平息這場紛爭，因此在黑白兩道之中地位備受尊崇。在結束管訓出獄後的1990年代，周榕退居幕後逐步淡出黑幫活動，投身企業投資，先後開設旅行業、房地產仲介業、期貨業、以及開設電影公司等行業，也有從事職棒賭博，遭到檢警注意，但未遭起訴。並且為了躲避警方注意，長期在澳門和菲律賓活動，較少過問台灣的竹聯幫內事務。
2007年，竹聯幫精神領袖「鴨霸子」陳啟禮病逝，陳啟禮昔日大哥的「周霸子」周榕亦被支持者希望周榕來接掌竹聯幫，但周榕則以陳啟禮已有欽點人選，加上身體狀況、時局不同等理由婉拒，並在陳啟禮告別式上，與代理幫主「趙霸子」趙爾文一同擔任治喪委員會的副主任委員，使得擔任治喪委員會主任委員的幫主「么么」黃少岑無礙的成為竹聯幫的新共主。
2013年8月8日清晨，周榕因肺腺癌在台北榮民總醫院病逝，享年73歲。並於同年9月27日於臺北市第二殯儀館舉行告別式，會場湧入上千名政商各界人士以及國內外黑幫人士前往致意哀悼。

## 家庭
育有一女，2004年於台北市環亞大飯店為出嫁獨生女舉行婚禮，席開150桌，不分國內外各地政商及黑幫人士皆前往參與盛宴。

## 軼聞
乾女兒邱惠美（綽號叫糖糖，英文名字Candy）為民進黨台北市議員童仲彥所追求。
周榕曾在竹聯幫成立初期，因為矛盾問題與陳啟禮反目，使得陳啟禮在就讀南強中學期間另組織為「南強聯盟」的校園幫派一度與周榕分道揚鑣，終在竹聯幫與四海幫爭鬥期間，由同是竹聯幫大哥「活寶」林國棟邀請陳啟禮返回竹聯幫後才結束這場紛爭。2020年在柳茂川出版的回憶錄披露，事件起因為周榕誤解陳啟禮當初欲離開竹聯幫改投奔文山幫的誤會所致，也因此埋下陳啟禮掌權時代一度想清除掉周榕的念頭。
周榕是早在1970年代就插手演藝圈及投資電影業的竹聯幫成員之一，曾開設「飛龍影業有限公司」從事電影拍攝及製作，亦曾經南下與高雄地區的角頭在「藍寶石歌廳」包場包秀。周榕亦支持陳啟禮將生意觸及到演藝圈，而同是竹聯幫大老吳敦在一清專案出獄後，曾在飛龍影業裡擔任知名導演劉家昌的助手。